# Landesverband Jugend und Film Schleswig-Holstein
Der Landesverband Jugend und Film Schleswig-Holstein (LJF) dient der Förderung der Jugendfilmarbeit im Land Schleswig-Holstein. 
Der Verein schafft schulische und außerschulische Angebote für junge Filmer bis 27 Jahre und Multiplikatoren der Filmarbeit sowie  Lehrkräfte. Es gibt praktische Filmseminare, filmanalytische Fortbildungen, Filmfestivals, Film-Projektförderung und die Filmtournee unterwegs, eine 1986 gegründete Initiative von Filmemachern, die durch das Land tourt und aktuelle Produktionen aus Schleswig-Holstein präsentiert und diskutiert. Jedes Jahr nahmen an den Seminaren, Veranstaltungen und Filmwettbewerben des LJF über 3.000 Jugendliche und etwa 100 Lehrkräfte und Multiplikatoren der Jugendfilmarbeit teil.
Der LJF ist Mitglied des Bundesverbandes Jugend und Film (BJF), der Landesvereinigung Kulturelle Jugendbildung Schleswig-Holstein e. V. (LKJ) und der Kulturellen Filmförderung Schleswig-Holstein e. V. (KFF). Der Landesverband Jugend & Film Schleswig-Holstein wird gefördert aus Mitteln des Ministeriums für Arbeit, Soziales und Gesundheit des Landes Schleswig-Holstein und der Filmwerkstatt Kiel der Filmförderung Hamburg Schleswig-Holstein. Der LJF wird ehrenamtlich geleitet und hat keine hauptamtlichen Mitarbeiter.

## Geschichte
Der LJF wurde 1974 gegründet unter dem Namen Landesarbeitsgemeinschaft für Jugendfilmarbeit und Medienerziehung (LAG Film), um die Medienkompetenz Jugendlicher zu fördern. Zu Beginn bestimmte vorwiegend die rezeptive Medienarbeit das Programm, im Laufe der Zeit entwickelte sich immer stärker auch eine praktische Filmarbeit.
Zu den Gründungsmitgliedern gehörten Ulrich Ehlers, der über 30 Jahre den Vorstandsvorsitz der LAG führte, und  Hauke Lange-Fuchs, künstlerischer Leiter der Nordischen Filmtage Lübeck. Auf Anregung des damaligen LJF-Vorstandsmitgliedes Kurt Denzer stellte das Kultusministerium 1984 erstmals Projektfördermittel für den Filmnachwuchs bereit.
Für seine Verdienste um den Film wurde Vorsitzenden Ulrich Ehlers 2012 das Bundesverdienstkreuz am Bande verliehen.